# Milan Stepanov
Pour les articles homonymes, voir Stepanov.
Milan Stepanov (en serbe cyrillique : Милан Степанов), né le 2 avril 1983 à Novi Sad (Serbie), est un footballeur international serbe, évoluant au poste de défenseur central.
Stepanov n'a marqué aucun but lors de ses six sélections avec l'équipe de Serbie depuis 2006.

## Biographie
En 2004 il est appelé dans la sélection olympique de football de Serbie-et-Monténégro et participe aux JO d'Athènes. Il joue depuis 2007 au FC Porto.
En 2009,barré par la concurrence et n'entrant visiblement pas dans les plans de son coach Jesualdo Ferreira il est prêté une saison à Málaga incluant une option d'achat de 5 millions d'euros.
En août 2010 il signe un contrat avec le champion de Turquie en titre Bursaspor.

## Carrière
- 2000–2006 : FK Vojvodina  Serbie (97matchs, 10 buts)
- 2006–2007 : Trabzonspor  Turquie (36 matchs, 1 but)
- 2007-2010 : FC Porto  Portugal (9 matchs, 0 but)
- 2009-2010 : Málaga  Espagne (Prêt)
- Depuis 2010 : Bursaspor  Turquie

## Palmarès
FC Porto
- Champion du Portugal en 2008 et en 2009.
- Vainqueur de la Coupe du Portugal en 2009.